# Никонов, Алексей Валерьевич
Алексе́й Вале́рьевич (Лёха) Ни́конов (род. 20 декабря 1972, Выборг, Ленинградская область) — российский поэт, писатель, музыкант и вокалист панк-группы «Последние танки в Париже».

## Биография
Родился в городе Выборге Ленинградской области. В родном городе успел поработать журналистом в газете, откуда его, по словам самого Никонова, выгнали:

Представляешь, какие статьи я там писал? Был выгнан с позором. Сейчас жалею об опусе «Мы проиграли войну», про ветеранов. Мне стыдно, да и бесполезно это было.— Из интервью «МК Питер»
С 1993 года начал писать стихи. Впервые появился на сцене в клубе Tamtam, в авангардном проекте Эдуарда Старкова — «Egazeba». В 1996 году совместно с Григорием Уховым, Николаем Бенихаевым и Эдуардом Старковым создал группу Последние танки в Париже (П. Т. В. П.). В клубе Tamtam прошли первые выступления группы. В этом же году была записана первая демозапись коллектива, получившая название «Olkaa Hyva». В 1997 году барабанщик и один из основателей группы — Эдуард «Рэдт» Старков, повесился. Остальные участники вынужденно приостановили музыкальную деятельность. В 1998 году в группе появляется новый барабанщик (Сергей Вельмита), записывается акустический концерт в духе Химеры, с использованием таких инструментов, как баян и труба. Позже группа записала первый большой альбом «Девственность». Альбом был посвящён Эдуарду Старкову. Помимо композиций группы на записи присутствовали кавер-версии песен групп Автоматические удовлетворители («Юнкера»), Химера («Графин», «Зимний Синдром») и Мумий Тролль («Девочка»). В начале 2000-х переехал в Санкт-Петербург.
Кроме «П. Т. В. П.», принимал участие в музыкальных проектах «Психея», «Порт 812», «Глеб Самойлоff & The Matrixx», «Барто», «Дикие ёлочные игрушки», «Свиньи в космосе».
27 июня 2017 года встретился с видеоблогером Дмитрием Лариным и снялся в видеоролике на его канале.
Написал более 500 стихотворений.
В сентябре 2018 года выпустил свою шестую книгу «Тотальный джаз», названую по песне «Химеры».

## Общественная позиция
Называет себя анархо-индивидуалистом и западником, считает принципиальным отказ от работы. Увлекался произведениями Бабёфа, Кропоткина, Штирнера, Бердяева, Сартра, Дебора, Блэка. Сборники стихов Никонова публиковались на интернет-ресурсе Ярославской группы Ассоциации Движений Анархистов (АДА). Находится в жёсткой оппозиции к правящему в России режиму.
Летом 2001 года на фестивале «Ночной вояж» в Выборге был задержан милицией прямо на сцене. Во время выступления Никонов зачитал стихи, содержавшие такие фразы, как: «Около сцены воняет ментами» и «расстрелом командовал президент великой страны Владимир Владимирович Путин». Был избит, провёл ночь в камере, и на следующее утро отпущен.
В марте 2013 года в интервью журналу «АБ» делал антиэтатистские заявления, критиковал институт прописки в России, но в то же время осуждал протестное и студенческое движения, признавшись, что никогда не был на протестных акциях.
20 сентября 2016 года в эфире интернет-канала «Фонтанка. Офис» заявил, что лишь однажды участвовал в выборах — на референдуме 17 марта 1991 года о сохранении СССР проголосовал «за», после чего бойкотировал все избирательные кампании, считает Госдуму России симулякром.

## Влияние
О таких группах как Joy Division, Sonic Youth, Химера, Suede и The Cure, Никонов отзывался как о наиболее повлиявших на его творчество. Из поэтов неоднократно выделял Иосифа Бродского, Артюра Рембо, Осипа Мандельштама, Маяковского, Бодлера, Пушкина, Мариенгофа. Любимыми писателями Алексея являются Владимир Набоков, Лев Толстой, Луи-Фердинанд Селин (заголовок песни «Смерть в кредит» заимствован из одноимённого романа писателя), Чарльз Буковски.

## Награды
Лауреат премии имени Ильи Кормильцева в 2008 и в 2009 годах («рок-поэзия»).
Спектакль «Медея. Эпизоды» (Театро Ди Капуа, в роли Медеи — Илона Маркарова) на стихи Лёхи Никонова стал обладателем Гран-при Премии имени Сергея Курёхина в 2011 году.

## Дискография

### С «П. Т. В. П.»
- 1996 — Olkaa Hyva
- 1998 — Девственность
- 1999 — Порномания
- 2001 — Гексаген
- 2004 — 2084
- 2007 — Свобода слова
- 2008 — Зеркало
- 2009 — Репортаж с петлёй на шее
- 2010 — Порядок вещей
- 2012 — Ультиматум
- 2014 — Ключи от всех дверей
- 2016 — Реакция
- 2019 — Руки иллюзий

### С другими артистами
| Группа / Исполнитель         | Песня                       | Альбом                       | Год выпуска | Участие           |
| ---------------------------- | --------------------------- | ---------------------------- | ----------- | ----------------- |
| Психея                       | Сид Spears                  | Каждую секунду пространства  | 2002        | Текст, декламация |
| Психея                       | Убей мента                  | Психея                       | 2004        | Текст, декламация |
| Порт 812                     | Кого она ждёт               | ЯУПП                         | 2004        | Вокал             |
| Свиньи в космосе             | Как все                     | Числа и дозы                 | 2005        | Вокал             |
| Ёлочные игрушки              | Врубайся в Пруста           | Дикие ёлочные игрушки        | 2006        | Текст, декламация |
| Ёлочные игрушки              | Asido Есенин                | Дикие ёлочные игрушки        | 2006        | Текст, декламация |
| Скафандр                     | Show Must Go On             | Убить голос                  | 2006        | Вокал, текст      |
| Психея                       | Квази                       | 10 Years of Greatest Shits   | 2007        | Текст, декламация |
| Vакцина                      | Fenita La Poesia            | Стереологи — Смена поколений | 2010        | Вокал             |
| Барто                        | Готов                       | Ум, совесть и честь          | 2010        | Вокал             |
| Глеб Самойлоff & The Matrixx | Делайте бомбы               | Треш                         | 2011        | Вокал, текст      |
| Макулатура                   | Гражданин кантона ури       | Родина еда                   | 2013        | Вокал             |
| Психея                       | Любовь и Вечность           | Оттенки Любви                | 2014        | Текст             |
| Психея                       | Учи Меня                    | Оттенки Любви                | 2014        | Текст, декламация |
| Руставели                    | Прямо в небеса              | Modus Operandi               | 2015        | Вокал, текст      |
| Ploho                        | Грязные слова               | Культура Доминирования       | 2016        | Вокал             |
| Порнофильмы                  | Не Доверяйте Правительству! | Русская мечта. Часть 2       | 2016        | Вокал             |
| DORBLUE                      | Это Питер, детка!           | Это Питер, детка!            | 2016        | Текст, декламация |
| ЛСП                          | Интерлюдия                  | Tragic City                  | 2017        | Текст, декламация |
| Макулатура                   | Свобода это гетто           | Сеанс                        | 2017        | Вокал             |
| JORMUNNG                     | Интро                       | Молчание Бога                | 2018        | Текст, декламация |
| Он Юн                        | Красное солнце              | Календарь                    | 2018        | Вокал             |
| Грязь                        | Грязный человечек           | Хроники голодного города     | 2020        | Текст, декламация |
| Booker                       | Выбери Жизнь                | Выбери Жизнь                 | 2021        | Декламация        |
| Психея                       | Рокнроллъ это всерьез       | Видения                      | 2021        | Текст, декламация |
| З.О.Л.О.Т.О.                 | C'est la vie                | Поколение Z                  | 2021        | Текст, декламация |
| BOOKER                       | ЛЁХА НИКОНОВ                | Злачное место                | 2023        | Текст, декламация |
| ШАРЫ                         | НИТРО                       | НИТРО                        | 2024        | Текст, декламация |

## Другие проекты
- Зонг-опера «Медея. Эпизоды» (автор монологов и музыки)[28][29].
- Монодрама «Магбет» (на тексты Никонова, музыка Настасьи Хрущёвой). Премьера состоялась в Санкт-Петербурге 16 мая 2011 года на сцене Малого зала филармонии[30].
- Комедия «Бедный, бедный Гамлет» (автор текста). Инженерный театр АХЕ. Премьера состоялась в Санкт-Петербурге 26 февраля 2019 года.